# Jade Ewen

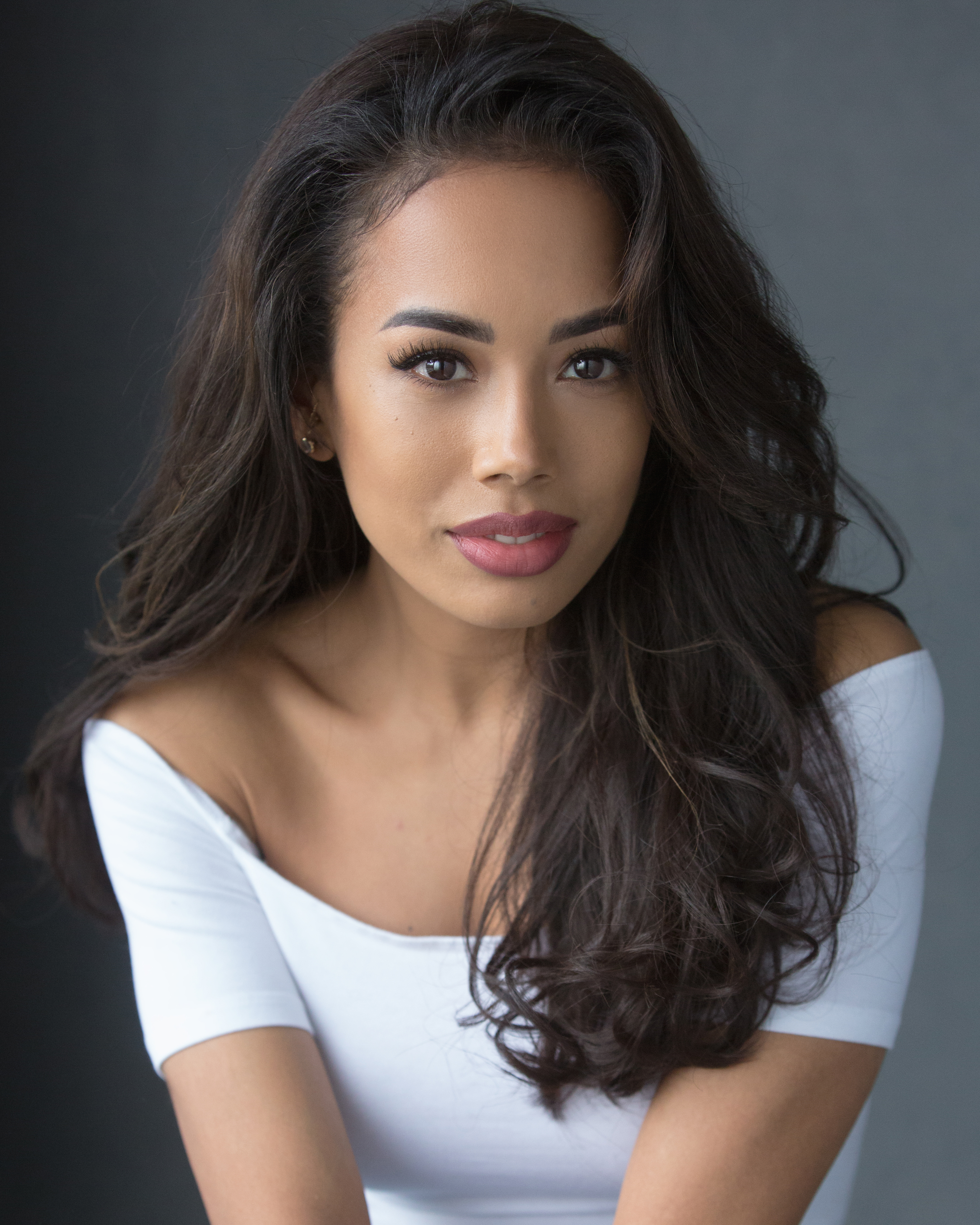
Jade Ewen (2018)

Jade Almarie Louise Ewen (* 24. Januar 1988 in London) ist eine britische Schauspielerin und Sängerin.
Neben einer Karriere als Darstellerin in verschiedenen Fernsehserien arbeitete sie zunächst als Musicalsängerin. 2009 vertrat sie ihr Heimatland beim Eurovision Song Contest in Moskau. Im September 2009 wurde sie Mitglied der Sugababes.

## Leben
Jade Ewen kam im Londoner Stadtteil Plaistow im Bezirk Newham zur Welt. Ihre Mutter stammt aus Jamaika, ihr Vater hat britisch-sizilianische Wurzeln. Die Eltern sind körperlich behindert und üben keinen Beruf aus. Ihr Vater ist blind und teilweise taub, ihre Mutter hat nur ein eingeschränktes Sehvermögen. Jade Ewen kümmerte sich daher in ihrer Jugend sowohl um die Eltern als auch um ihre jüngere Schwester Shereen und ihren jüngeren Bruder Kiel.

### Karriere
Ihre künstlerische Ausbildung erhielt Ewen bereits als Kind mit einem Stipendium an der renommierten Londoner Schauspielschule Sylvia Young Theatre School. Als Zwölfjährige spielte sie die Nala in dem Musical Der König der Löwen im Lyceum Theatre im Londoner West End. Nach Beendung der Schule ging Ewen nach New York, um mit dem Musikproduzenten Kwamé Holland zu arbeiten. 2005 nahm sie Sony BMG mit der R&B-Band Trinity Stone unter Vertrag. Jade Ewen, zu deren musikalischen Vorbildern Aretha Franklin gehört, gelang mit Trinity Stone ein erster musikalischer Erfolg sowohl in Großbritannien und Irland, als auch in Russland.
Darüber hinaus arbeitet Ewen seit 2003 als Schauspielerin in verschiedenen Fernsehproduktionen. Hierzu gehörte die australische Serie Out There ebenso wie die britischen Serien The Bill, Casualty und Myths. Zudem spielte sie 2005 die Rolle der Donna in dem Fernsehfilm Mr Harvey Lights a Candle.
Beim jährlichen britischen Vorentscheid zum Eurovision Song Contest trat Jade Ewen gegen fünf weitere Teilnehmer in der von der BBC ausgestrahlten Sendung Your Country Needs You an. In der Endausscheidung siegte sie am 31. Januar 2009 vor den zweitplatzierten Zwillingen Francine und Nicola Gleadall, die als „The Twins“ auftraten und dem drittplatzierten walisischen Musicalsänger Mark Evans. Das von Jade Ewen vorgetragene Siegerlied My Time komponierte Andrew Lloyd Webber, der sie beim Auftritt auch auf dem Klavier begleitete. Der Text stammt von Diane Warren. Am 16. Mai 2009 vertrat Jade Ewen mit diesem Lied das Vereinigte Königreich beim Eurovision Song Contest 2009 in Moskau, wo sie den fünften Platz belegte.
Da sie schon vor dem Eurovision Songcontest einen Vertrag mit dem Plattenlabel Polydor unterschrieben hatte, begann sie sofort nach ihrer Teilnahme mit der Arbeit an ihrem Debüt-Soloalbum.
Kurz nachdem ihre dritte Single My Man veröffentlicht worden war, trat sie der britischen Girlband Sugababes bei, wo sie das letzte verbliebene Gründungsmitglied Keisha Buchanan ersetzte. Aus diesem Grund wurde jegliche weitere Promotion für ihren Song abgesagt. My Man erreichte Platz 35 der britischen Charts. Ihr Soloalbum wurde außerdem auf unbestimmte Zeit verschoben, da die Sugababes für sie fortan die höchste Priorität haben.
Zusammen mit den Sugababes veröffentlichte sie bisher ein Studioalbum. Sweet 7 erschien im März 2010 mit großer Verspätung (ursprünglich war die Veröffentlichung für Ende 2009 geplant), da sie alle Gesangsspuren von Keisha Buchanan neu aufnehmen musste. Das Album erreichte Platz 14 der britischen Charts. Aus dem Album wurden mit ihr zwei Singles veröffentlicht, About a Girl und Wear My Kiss, welche Platz acht und Platz sieben der britischen Charts erreichten. 2011 veröffentlichten die Sugababes den Song Freedom als Dankeschön an ihre Fans kostenlos auf Amazon.
2016 erhielt sie in Großbritannien die Rolle der Prinzessin Jasmin im Disney-Muscial Aladdin.

## Diskografie
Singles

| Jahr | Titel        | Höchstplatzierung, Gesamtwochen, AuszeichnungChartplatzierungen (Jahr, Titel, Platzierungen, Wochen, Auszeichnungen, Anmerkungen) | Höchstplatzierung, Gesamtwochen, AuszeichnungChartplatzierungen (Jahr, Titel, Platzierungen, Wochen, Auszeichnungen, Anmerkungen) | Höchstplatzierung, Gesamtwochen, AuszeichnungChartplatzierungen (Jahr, Titel, Platzierungen, Wochen, Auszeichnungen, Anmerkungen) | Höchstplatzierung, Gesamtwochen, AuszeichnungChartplatzierungen (Jahr, Titel, Platzierungen, Wochen, Auszeichnungen, Anmerkungen) | Anmerkungen                         |
| Jahr | Titel        | DE | AT | CH | UK | Anmerkungen                         |
| ---- | ------------ | --- | --- | --- | --- | ----------------------------------- |
| 2008 | Got You      | — | — | — | — | Erstveröffentlichung: 2008          |
| 2009 | It’s My Time | DE75 (1 Wo.)DE | — | CH75 (1 Wo.)CH | UK27 (2 Wo.)UK | Erstveröffentlichung: 23. März 2009 |
| 2009 | My Man       | — | — | — | UK35 (2 Wo.)UK | Erstveröffentlichung: 2009          |

## Filmografie
- 2001: Geisterzeit in Little Henlock (The Ghost Hunter, Fernsehserie, 5 Folgen)
- 2003–2004: Out There (Fernsehserie, 24 Folgen)
- 2005: Mr. Harvey Lights a Candle (Fernsehfilm)
- 2005: Casualty (Fernsehserie, eine Folge)
- 2005: The Bill (Fernsehserie, 2 Folgen)
- 2009: Myths (Fernsehserie, eine Folge)
- 2016: End of a Gun
- 2018: Lovesick (Fernsehserie, eine Folge)
- 2020: There She Goes (Fernsehserie, eine Folge)
- 2021: Luis Miguel – Die Serie (Luis Miguel: La Serie, Fernsehserie, 5 Folgen)
- 2023: Paris Christmas Waltz (Fernsehfilm)